# Ronde van Frankrijk 2020/Negentiende etappe
De negentiende etappe van de Ronde van Frankrijk 2020 werd verreden op 18 september met start in Bourg-en-Bresse en finish in Champagnole. 
| Bourg-en-Bresse – Champagnole (166,5 km) |                      |                       |          |
| Plaats                                   | Naam                 | Ploeg                 | Tijd     |
| 1                                        | Søren Kragh Andersen | Team Sunweb           | 3u36'33" |
| 2                                        | Luka Mezgec          | Mitchelton-Scott      | + 53"    |
| 3                                        | Jasper Stuyven       | Trek-Segafredo        | z.t.     |
| 4                                        | Greg Van Avermaet    | CCC Team              | z.t.     |
| 5                                        | Oliver Naesen        | AG2R La Mondiale      | z.t.     |
| 6                                        | Nikias Arndt         | Team Sunweb           | z.t.     |
| 7                                        | Luke Rowe            | Team INEOS Grenadiers | + 59"    |
| 8                                        | Sam Bennett          | Deceuninck–Quick-Step | + 1'02"  |
| 9                                        | Peter Sagan          | BORA-hansgrohe        | z.t.     |
| 10                                       | Matteo Trentin       | CCC Team              | z.t.     |
|                                          |                      |                       |          |
| 16                                       | Robert Gesink        | Team Jumbo-Visma      | + 7'23"  |

| Algemeen klassement |                    |                    |            |
| Plaats              | Naam               | Ploeg              | Tijd       |
| Gele trui           | Primož Roglič      | Team Jumbo-Visma   | 83u29'41"  |
| 2                   | Tadej Pogačar      | UAE Team Emirates  | + 57"      |
| 3                   | Miguel Ángel López | Astana Pro Team    | + 1'27"    |
| 4                   | Richie Porte       | Trek-Segafredo     | + 3'06"    |
| 5                   | Mikel Landa        | Bahrain McLaren    | + 3'28"    |
| 6                   | Enric Mas          | Movistar Team      | + 4'19"    |
| 7                   | Adam Yates         | Mitchelton-Scott   | + 5'55"    |
| 8                   | Rigoberto Urán     | EF Education First | + 6'05     |
| 9                   | Tom Dumoulin       | Team Jumbo-Visma   | + 7'24"    |
| 10                  | Alejandro Valverde | Movistar Team      | + 12'12"   |
|                     |                    |                    |            |
| 20                  | Wout van Aert      | Team Jumbo-Visma   | + 1u19'57" |

## Opgaven
- Lukas Pöstlberger (BORA-hansgrohe); afgestapt nadat hij een allergische reactie kreeg op een bijensteek
- Jonathan Castroviejo (Team INEOS); niet gestart
- Michael Gogl (NTT Pro Cycling); niet gestart

1e etappe ·
2e etappe ·
3e etappe ·
4e etappe ·
5e etappe ·
6e etappe ·
7e etappe ·
8e etappe ·
9e etappe ·
10e etappe ·
11e etappe ·
12e etappe ·
13e etappe ·
14e etappe ·
15e etappe ·
16e etappe ·
17e etappe ·
18e etappe ·
19e etappe ·
20e etappe ·
21e etappe
Startlijst · Eindstanden · Afbeeldingen